# 向上街道
向上街道，是中华人民共和国吉林省延边朝鲜族自治州图们市下辖的一个乡镇级行政单位。

## 行政区划
向上街道下辖以下地区：
兴边社区、兴疆社区、兴平社区、兴安社区和兴城社区。